# Гара-Докеняса
Гара-Докеняса (рум. Gara Docăneasa) — село у повіті Васлуй в Румунії. Входить до складу комуни Віндерей.
Село розташоване на відстані 228 км на північний схід від Бухареста, 58 км на південь від Васлуя, 116 км на південь від Ясс, 78 км на північ від Галаца.

## Населення
За даними перепису населення 2002 року у селі проживали 146 осіб, усі — румуни. Усі жителі села рідною мовою назвали румунську.